# Václav Nosek (operní dirigent)
Václav Nosek (5. dubna 1921, Starý Plzenec – 22. ledna 2000, Brno) byl český dirigent a dramaturg, jehož hlavní doba činnosti je spojena s Janáčkovou operou v Brně. Byl propagátorem operní tvorby 20. století a moderního pojetí operních inscenací a znalcem díla Leoše Janáčka a Bohuslava Martinů.

## Život

### Studijní léta
Už v době svých gymnaziálních studií v Plzni projevoval mimořádný zájem o hudbu a studoval na Městské hudební škole hru na housle a hudební teorii. Na pražské konzervatoři pak studoval u prof. Pavla Dědečka dirigování a u prof. Jaroslava Řídkého kompozici. Konzervatoř absolvoval v roce 1946, přičemž už během posledního roku studia působil po boku svého profesora Pavla Dědečka jako korepetitor a dirigent v plzeňském Městském divadle.

### První působiště
V roce 1946 se stal Nosek dirigentem nově vzniklého operního divadla v Ústí nad Labem. Jeho první premiérou zde byla Smetanova Hubička. K dirigování později přibyla i funkce dramaturga a příležitostně i režie, když nastudoval dvojici operních aktovek, Pergolesiho operu Služka paní (La serva padrona) a Loutky mistra Pedra (El retablo de maese Pedro) španělského autora Manuela de Fally.

### Působení v Brně
Do Státního divadla v Brně Noska angažoval roku 1952 tehdejší šéf zdejší opery, vynikající znalec české a ruské operní tvorby Zdeněk Chalabala. Nosek působil zde stejně jako předtím v Ústí nad Labem v roli dirigenta i dramaturga.
Dvěma základními kameny Noskovy české operní dramaturgie byla díla Leoše Janáčka a Bohuslava Martinů. Významně se zasloužil o to, že v průběhu janáčkovského festivalu na podzim roku 1958 byl ve světové premiéře uveden po více než půlstoletí od svého vzniku Janáčkův Osud. Už v roce 1960 uvedl v Brně v jevištní podobě původně televizní operu Martinů Ženitba, do historie českého divadla vstoupila premiéra Řeckých pašijí, která se konala 3. března 1962, pět měsíců po curyšské premiéře díla. Z děl Bohuslava Martinů připomeňme dále alespoň první uvedení jeho oper Slzy nože a Tři přání aneb Vrtkavosti života. Soustavnou pozornost věnoval Václav Nosek uvádění ruské tvorby, především dílu Sergeje Prokofjeva – uvedl opery Semjon Kotko, Vojnu a mír, Zásnuby v klášteře a zejména průkopnickou československou premiéru Ohnivého anděla. Nastudoval též československou premiéru Života prostopášníka Igora Stravinského.
Ze světové operní tvorby 20. století, která se díky Noskově iniciativě objevila na brněnském jevišti, stojí za připomenutí Schoenbergovo Očekávání (jeho libreto Nosek i přeložil), Gershwinowu operu Porgy a Bess, Odsouzení Lukullovo Paula Dessaua, Abraxase Wernera Egka, Dantonovu smrt Gottfrieda von Einema, Alberta Herringa Benjamina Brittena a zejména díla Albana Berga Vojcek a Lulu.
Trvalou pozornost věnoval Václav Nosek české původní tvorbě, zejména dílu Josefa Berga (Johanes doktor Faust), Karla Horkého (Jed z Elsinoru, Svítání) a J. F. Fischera (Ženichové, Romeo, Julie a tma).

### Pozdní léta
Roku 1979 odešel Nosek do operního souboru Národního divadla Praha, aby tam pokračoval ve svých průkopnických dramaturgických aktivitách.
V letech 1990–1994 působil Václav Nosek jako dirigent a dramaturg opery Jihočeského divadla v Českých Budějovicích. I ve skromných podmínkách regionálního souboru pokračoval ve své koncepci moderního hudebního divadla. Z jeho budějovických inscenací jmenujme zejména Mozartovy opery Don Giovanni, kterou nastudoval k otevření kompletně rekonstruované budovy divadla v roce 1990, a Così fan tutte, Ženitbu a Veselohru na mostě Bohuslava Martinů a především operu významného hudebního skladatele  18. století F. L. Gassmanna Kritická noc.